# زبان موابی
زبان موابی یا گویش موابی یک زیرزبان یا گویش منقرض‌شده از زبان‌های کنعانی است که در نیمه نخست هزاره نخست پیش از میلاد در منطقه موأب (مرکز و غرب اردن امروزی) گفتگو می‌شد. این زبان در کنار زبان‌های عمونی و ادومی و همچنین عبری و فنیقی به زنجیره گویشی گروه کنعانی زبان‌های سامی شمال‌غربی تعلق داشتند.